# Aristolochia pentandra
Aristolochia pentandra es una especie de planta herbácea perteneciente a la familia Aristolochiaceae.

## Características
Son plantas de hojas verdes con 3 puntas; con flores solitarias que nacen en la unión de los tallos con las hojas. Los frutos son redondeados y contienen numerosas semillas de color café.

## Distribución y hábitat
Es una especie nativa de Cuba,  Bahamas,  México y otras regiones de  Centroamérica y del  Caribe. Habita en clima cálido y semicálido entre el nivel del mar y los 30 m.

## Propiedades
Los principales padecimientos para los que se emplea el camotillo son los digestivos, entre los que destacan los cólicos (Tabasco y Yucatán). Para quitarlos se usa la raíz preparada en té junto con la del itamo real y cedrón; el cocimiento de la raíz con hojas de moco de pavo (Salvia leucantha) y sal, se utiliza cuando hay dolor de estómago (malestares estomacales) y empacho. Sola, hervida, se bebe contra la diarrea. 
Es relevante su uso en la atención de trastornos ginecobstétricos. Es así que el té preparado con la raíz se administra para aliviar los dolores durante el embarazo. Si se le añade romero, manzanilla, pimientas de la tierra, puntas de hierbabuena, ruda y canela (Cinnamomum zeylanicum), se emplea para controlar el exceso de flujo durante el parto. Asimismo, se le usa aunque no se especifica cómo, para curar los entuertos, cortar hemorragias abundantes, cólicos menstruales y aliviar rasgaduras.
Se menciona que es útil contra mordeduras de víbora (anticrotálico), para sanar heridas o el paño en la cara.

## Historia
A finales del siglo XIX, Eleuterio González relata: "el conocimiento de la raíz es utilizado como tónico estomacal y el polvo se suele esparcir sobre las heridas como detersivos vulnerarios".
En el siglo XX Maximino Martínez la señala como antipirético, antipodágrico, antirreumático, emenagogo y tónico. Posteriormente, Narciso Souza reporta: "se le atribuyen propiedades febrífugas y tónicas, es utilizada como emenagoga y en el tratamiento de la gota y el reumatismo".

## Taxonomía
Aristolochia pentandra fue descrita por Sessé & Moç.   y publicado en Enumeratio Systematica Plantarum, quas in insulis Caribaeis 30. 1760
Etimología
Aristolochia: nombre genérico que deriva de las palabras griegas aristos ( άριστος ) = "que es útil" y locheia ( λοχεία ) = "nacimiento", por su antiguo uso como ayuda en los partos.  Sin embargo, según Cicerón, la planta lleva el nombre de un tal "Aristolochos", que a partir de un sueño, había aprendido a utilizarla como un antídoto para las mordeduras de serpiente.

La aristoloquia se llamó ansí por parecer que a las mujeres socorría en el parto........La redonda tiene virtud contra todas las otras ponzoñas; mas la luenga resiste el daño de las serpientes y de cualquier veneno mortífero si se bebe una dracma della con vino y se aplica también por de fuera. Bebida con pimienta y con mirra expele el menstruo, las pares y la criatura del vientre; y lo mismo hace metida en la natura de la mujer. Pedacio Dioscórides Anazarbeo, acerca de la Materia Medicinal y de los venenos mortíferos. Andrés Laguna. 1566, Salamanca.

pentandra:, epíteto latino que significa "con cinco estambres".
Sinonimia
- Aristolochia hastata Kunth
- Aristolochia pentandra var. hastata (Kunth) Duch.
- Einomeia hastata (Kunth) Klotzsch
- Einomeia pentandra Raf.[7]

## Nombre común
- Castellano: Camotillo, camotillo guaco, camotillo pop, gallito morado, yerba del manso.